# Andacollo (kommunhuvudort)
Andacollo är en kommunhuvudort i Argentina.   Den ligger i provinsen Neuquén, i den sydvästra delen av landet, 1 100 kilometer väster om huvudstaden Buenos Aires. Andacollo ligger 1 096 meter över havet och antalet invånare är 2 627.
Terrängen runt Andacollo är kuperad åt sydväst, men åt nordost är den bergig. Trakten runt Andacollo är nära nog obefolkad, med mindre än två invånare per kvadratkilometer.. Det finns inga andra samhällen i närheten.
Omgivningarna runt Andacollo är i huvudsak ett öppet busklandskap.